# Giovanni Maria Angelo Bononcini
Giovanni Maria „Angelo“ Bononcini (* 18. November 1678 in Modena; † November 1753 in Rom (?)) war ein italienischer Geiger, Cellist, Posaunist, Organist und Komponist.

## Leben
Giovanni Maria Angelo Bononcini war der jüngste Sohn des Komponisten Giovanni Maria Bononcini (1642–1678). Dieser hatte sich nach dem Tod seiner ersten Ehefrau 1677 mit Barbara Agnese Tosatti schnell wieder verheiratet, starb jedoch selber im Alter von nur 36 Jahren nur wenige Stunden nach der Geburt seines Sohnes. Der Sohn wurde zu Ehren des verstorbenen Vaters auf den Namen „Giovanni Maria“ getauft, jedoch meist mit dem Rufnamen „Angelo“ angesprochen. Er wurde Musiker wie sein Vater und seine älteren Halbbrüder Giovanni Bononcini (1670–1747) und Antonio Maria Bononcini (1677–1726), mit denen er aber anscheinend keine beruflichen Kontakte hatte.
Über Bononcinis weiteres Leben und Wirken sind wir nur spärlich informiert. 1694 soll er sich in Venedig aufgehalten haben; ab 1695 ließ er sich wohl dauerhaft in Rom nieder, wo er zunächst an der Kapelle von Santa Agnese wirkte. Zwischen 1707 und 1709 wurde er in den Musikerlisten des Hauses Pamphilj geführt, und zwischen 1707 und 1715 unterhielt er Kontakte zur Familie Ruspoli. Zwischen 1717 und 1737 wird er regelmäßig als „violino di concerto grosso“ des Kardinals Pietro Ottoboni geführt. Mehrfach war er beim Collegio Nazareno beschäftigt. 1720 gehörte Bononcini als Posaunist zu den „Musici di Campidoglio“. 1725 wirkte er bei einer von Kardinal Camillo Cibo organisierten Aufführung einer Cantata di Palazzo la notte del SS.mo Natalemit. Von 1710 an war er Mitglied der Musikergilde Congregazione di S. Cecilia und in den Jahren 1742/43 zugleich guardiano für die Sektion der Instrumentalisten.

## Werke
- »Amor è quel tiranno«, Kantate für Sopran und B.c.
- »Ohimè che veggio, misero mio core!«, Kantate für Sopran und B.c.
- 11 Motetten zu 6 Stimmen

## Werkausgaben
- Alessandra Chiarelli (Hrsg.): Cantatas by Giuseppe Colombi, Giovanni Maria Bononcini, Domenico Gabrielli, Giovanni Maria (Angelo) Bononcini [Faksimile-Ausgabe] (= The Italian Cantata in the Seventeenth Century. 14). Garland, New York 1986, ISBN 0-8240-8888-3.